# 森盖什沃尔
森盖什沃尔是印度卡纳塔克邦貝爾高姆縣的一个城镇。总人口32511（2001年）。

## 人口
该地2001年总人口32511人，其中男性16688人，女性15823人；0—6岁人口4078人，其中男2159人，女1919人；识字率67.33%，其中男性为75.05%，女性为59.19%。